# Особняк Ахундова
Особняк Ахундова — памятник архитектуры и истории во Владикавказе, Северная Осетия. Выявленный объект культурного наследия России и культурного наследия Северной Осетии. Находится в историческом центре города на углу улиц Бутырина, д. 5 и Ленина, д. 9.

## История
Двухэтажное кирпичное здание было построено в конце XIX века по заказу Адиль-Гирея Ахундова для размещения в нём Владикавказского отделения Санкт-Петербургского страхового общества. Здание в последующем принадлежало подполковнику царской армии Ирзабеку Ахундову — внучатому племяннику драматурга Мирзы Фатали Ахундова. В 1910-е годы в здании проживали азербайджанский композитор Узейр Абдул Гусейн оглы Гаджибеков и генерал Самед-бек Садых-бек Мехмандаров.
В 1920-е годы здание было передано ЧК Северной Осетии, которое располагалось также в находящихся рядом зданиях бывших Владикавказского окружного суда и доходного дома Воробьёва. С тех пор в здании располагались учреждения НКВД СССР и МВД СССР по Северной Осетии.
В настоящее время в здании находится приёмная МВД по Северной Осетии.

## Галерея
- Мемориальная доска Самедбеку Мехмандарову.
- Мемориальная доска Узеиру Гаджибекову.